# Васкес, Хоан
Хоа́н Фели́пе Ва́скес Иба́рра (исп. Johan Felipe Vásquez Ibarra; род. 22 октября 1998, Навохоа, Сонора) — мексиканский футболист, защитник клуба «Дженоа» и сборной Мексики. Бронзовый призёр Олимпийских игр 2020 года в Токио. Участник чемпионата мира 2022 года.

## Клубная карьера
Васкес — воспитанник клуба «Симарронес де Сонора». 22 июля 2017 года в матче против «Мурсилагос» он дебютировал в Лиге Ассенсо. Летом 2018 года Васкес на правах аренды перешёл в «Монтеррей». 7 октября в матче против «Крус Асуль» он дебютировал в мексиканской Примере. 28 апреля 2019 года в поединке против «Некаксы» Хоан забил свой первый гол за «Монтеррей». В том же году Васкес помог клубу выиграть Лигу чемпионов КОНКАКАФ.
В начале 2020 года Васкес перешёл в УНАМ Пумас. 12 января в матче против «Пачуки» он дебютировал за новую команду. 2 февраля в поединке против «Сантос Лагуна» Хоан забил свой первый гол за УНАМ Пумас.
Летом 2021 года Васкес на правах аренды перешёл в итальянский «Дженоа». 17 октября в матче против «Сассуоло» он дебютировал в итальянской Серии A. В этом же поединке Хоан забил свой первый гол за «Дженоа». Летом 2022 года клуб выкупил трансфер игрока и сразу же был отдан в аренду в «Кремонезе». 14 августа в матче против «Фиорентины» он дебютировал за новую команду. 6 мая 2023 года в поединке против «Специи» Хоан забил свой первый гол за «Кремонезе».

## Международная карьера
В 2019 году в составе олимпийской сборной Мексики Васкес принял участие в Панамериканских играх в Перу. На турнире он сыграл в матчах против команд Панамы, Аргентины, Эквадора, Гондураса и Уругвая. В поединке против эквадорцев Хоан забил гол.
3 октября того  же года в товарищеском матче против сборной Тринидада и Тобаго Васкес дебютировал за сборную Мексики.
В 2021 году в составе олимпийской сборной Мексики Васкес принял участие в летних Олимпийских играх 2020 в Токио. На турнире он сыграл в матчах против команд Южной Кореи, ЮАР, Японии, Франции и Бразилии.
В 2022 году в составе сборной Васкес принял участие в чемпионате мира в Катаре. На турнире он был запасным и на поле не вышел. 23 марта 2023 года в матче Лиги наций КОНКАКАФ против сборной Суринама Хоан забил свой первый гол за национальную команду.
В 2023 году Васкес выиграл Золотой кубок КОНКАКАФ. На турнире он сыграл в матчах против команд Гондураса, Гаити, Коста-Рики, Ямайки и Панамы.

### Голы за сборную Мексики
| #  | Дата          | Место                               | Противник | Счёт | Результат | Соревнование                  |
| -- | ------------- | ----------------------------------- | --------- | ---- | --------- | ----------------------------- |
| 1. | 23 марта 2023 | Франклин Эссед, Парамарибо, Суринам | Суринам   | 0:1  | 0:2       | Лига наций КОНКАКАФ 2022/2023 |

## Достижения
«Монтеррей»
- Победитель Лиги чемпионов КОНКАКАФ — 2019

Мексика
- Победитель Золотого кубка КОНКАКАФ — 2023